# ロボン
ロボン（Lobón）は、スペイン・エストレマドゥーラ州バダホス県のムニシピオ（基礎自治体）。

## 地理
ロボンはバダホス県の県都バダホスとメリダの中間付近に位置し、両都市から高速道路のA-5号線でアクセスできる。ティエラ・デ・メリダ＝ベガス・バッハ郡に属する。

### 人口
2011年1月1日時点の人口は2,837人である。
| ロボンの人口推移 1900－2010                             |
|                                                         |
| 出典:INE（スペイン国立統計局）1900年 - 1991年、1996年 - |

## 歴史
ロボンの起源は古代ローマ都市エメリタ・アウグスタ（現メリダ）に属したローマのvillaにある。
旧体制の崩壊によってエストレマドウーラ地方の自治体として創設された。1834年以来メリダ司法管轄区に属していた。1989年同管轄区からロボンを含む8自治体が分離し、モンティホ司法管轄区が創設され、現在にいたっている。1842年の国勢調査では210世帯580人の人口を数えた。

## 政治
自治体首長はエストレマドゥーラ国民党（Partido Popular de Extremadura）のフアン・アントーニオ・モラーレス・アルバレス（Juan Antonio Morales Álvarez）で、自治体評議員は、エストレマドゥーラ国民党：6、エストレマドゥーラ社会労働党（Partido Socialista Obrero Español de Extremadura）：5となっている（2011年5月22日の自治体選挙結果、得票順）。
| 1999年6月13日自治体選挙 |        |        |          |
| 政党                    | 得票数 | 得票率 | 獲得議席 |
| PP                      | 1,360  | 76.92% | 9        |
| PSOE                    | 380    | 21.49% | 2        |

| 2003年5月25日自治体選挙 |        |        |          |
| 政党                    | 得票数 | 得票率 | 獲得議席 |
| PP                      | 1,125  | 61.21% | 7        |
| PSOE                    | 686    | 37.32% | 4        |

| 2007年5月27日自治体選挙 |        |        |          |
| 政党                    | 得票数 | 得票率 | 獲得議席 |
| PP-EU                   | 1,380  | 60.29% | 7        |
| PSOE                    | 873    | 38.14% | 4        |

| 2011年5月22日自治体選挙 |        |        |          |
| 政党                    | 得票数 | 得票率 | 獲得議席 |
| PP                      | 1,124  | 57.35% | 6        |
| PSOE                    | 812    | 41.43% | 5        |

### 司法行政
ロボンはモンティーホ司法管轄区に属す。